# مرکز F

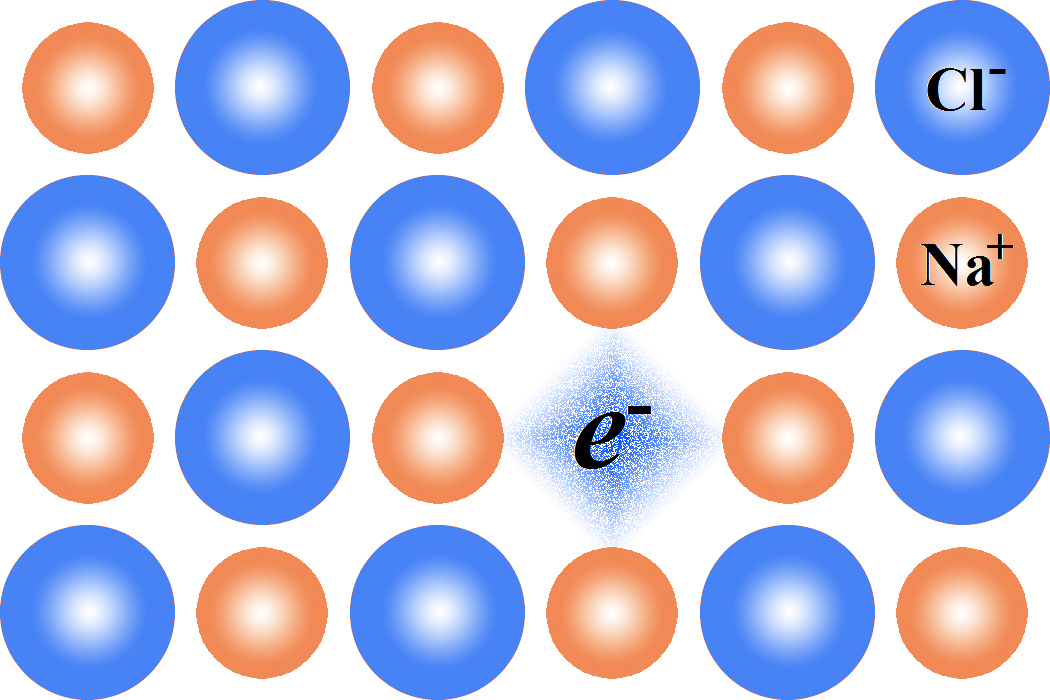
مرکز F در یک کریستال NaCl

مرکز F یا مرکز Farbe (از لغت آلمانی Farbzentrum که Farbe به معنی رنگ و zentrum به معنای مرکز است) نوعی نقص کریستالوگرافی است که در آن یک جای خالی آنیونی در شبکه بلوری توسط یک یا چند الکترون جفت نشده اشغال می‌شود. الکترون ها در چنین فضای خالی در شبکه کریستالی تمایل دارند نور را در طیف مرئی جذب کنند به طوری که ماده ای که معمولاً شفاف است رنگی می شود. هر چه تعداد مراکز F بیشتر باشد، رنگ ترکیب شدیدتر است. مراکز F نوعی مرکز رنگ هستند.
این برای شناسایی بسیاری از ترکیبات، به ویژه اکسید روی (زرد) استفاده می شود.

## تاریخ
قبل از کشف عیوب نقطه ای، قبلاً شناخته شده بود که برخی از کریستال ها را می توان با استفاده از روش های مختلف تغییر رنگ داد. در سال 1830 تی جی پیرسال (T.J. Pearsall) کشف کرد که فلورسپار را می توان با استفاده از نور بنفش تغییر رنگ داد. سی سال بعد نتایج مشابهی با ذوب کریستال ها با یک فلز خاص به دست آمد. در سال 1921W. Röntgen به طور گسترده سنگ نمک را اندازه گیری کرد. یکی از این آزمایش‌ها پس از تابش نمک با اشعه ایکس، رسانایی فوتوالکتریک را 40000 برابر بزرگ‌تر،  اندازه‌گیری کرد. نتیجه مشابه با اشعه ایکس با رنگ آمیزی کریستال ها با بخارات فلزی به دست آمد. اثر فوتوالکتریک عمدتاً در اطراف طول موج‌های خاص اتفاق می‌افتد که بعداً مشخص شد که ماهیت آن غیرکلوئیدی است.
تغییر رنگ‌ها بعداً به نام مراکز F نامیده شدند، برگرفته از لغت Farbe، کلمه آلمانی به معنای رنگ. در سال 1933 مولوو (Mollwo) به این نتیجه رسید که این مراکز F دارای نقص کریستالی اتمی هستند. در این زمان مردم شروع به ادعا کردند که این نقص ها الکترون های جفت نشده هستند. مدل جای خالی برای اولین بار در سال 1937 توصیف شد اما هنوز آزمایشی در نظر گرفته می شد. در سال 1957 اثبات شد که این موضوع با استفاده از رزونانس اسپین الکترون درست است.

## ظهور
مراکز F می توانند به طور طبیعی در ترکیبات (به ویژه اکسیدهای فلزی) وجود داشته باشند، زیرا وقتی تا دمای بالا گرم می شوند، یون ها برانگیخته می شوند و از موقعیت های کریستالوگرافی معمولی خود جابه جا شده و تعدادی الکترون در فضاهای خالی باقی می مانند. این اثر همچنین توسط ترکیبات یونی حاوی نقص های اضافی فلزی نشان داده می شود.
اغلب مراکز F پارامغناطیس هستند و می توان آنها را با تکنیک های تشدید پارامغناطیس الکترونی مطالعه کرد. مراکز F که بیشتر مورد مطالعه قرار می گیرند مراکزی هستند که در هالیدهای فلزات قلیایی وجود دارند. هالیدهای فلز قلیایی شفاف هستند و از اشعه ماوراء بنفش دور {{به انگلیسی|far ultraviolet}} به مادون قرمز دور {{به انگلیسی|far infrared}} جذب نمی شوند. بنابراین هرگونه تغییر در جذب نوری به راحتی قابل شناسایی و مطالعه است.  : 5 نوار جذب مراکز F در کلرید سدیم در اطراف نور آبی قرار دارد و به کریستال کلرید سدیم با نقص مرکز F کافی رنگ زرد می دهد. در سایر کلریدهای قلیایی، محل نوار جذب مرکز F از نور بنفش تا نور زرد متغیر است. تشکیل مراکز F به دلیل این است که برخی از کریستال ها مانند کلرید لیتیوم ، کلرید پتاسیم و اکسید روی با حرارت دادن به ترتیب صورتی، یاسی و زرد می شوند.
اگرچه مراکز F در مواد دیگر مشاهده شده است، اما به طور کلی دلیل رنگ آمیزی در آن مواد نیست. نمونه های کمی از مراکز F به طور طبیعی وجود دارد که باعث ایجاد رنگ می شوند. یکی از نامزدهای احتمالی کانی Blue John است. این یک شکل از فلوریت، CaF 2 است. اگرچه تایید نشده است، اما اعتقاد بر این است که این رنگ توسط مراکز الکترون F ایجاد می شود. تصور می شود که این مرکز F به دلیل رسوبات اورانیوم نزدیک در سنگ تشکیل شده است. تشعشعات واپاشی رادیواکتیو باعث ایجاد انرژی لازم برای تشکیل مرکز F شد.  : 432–438 
نمونه دیگری از مرکز F یافت شده در طبیعت، یک مرکز F نسبتاً طولانی است که در یاقوت کبود از طریق لومینسانس یافت می شود، مدت زمان آن حدود 36 میلی ثانیه بود.

## انواع مراکز F
بسته به مواد و انرژی تابش، انواع مختلفی از مراکز الکترونی وجود دارد. مرکز F معمولاً موقعیتی در شبکه است که در آن یک آنیون، یک یون با بار منفی، با یک الکترون جایگزین می شود. یک مرکز H (یک میان بافتی هالوژن) به یک معنا مخالف مرکز F است، به طوری که وقتی این دو در یک بلور با هم تماس پیدا می کنند، ترکیب می شوند و هر دو نقص را از بین می برند. این فرآیند را می توان با استفاده از لیزر القا کرد.

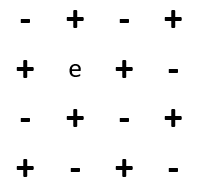
مرکز F ساده یون های مثبت به صورت + و یون های هالید منفی به صورت - نشان داده می شوند. الکترون e در جای خالی آنیون قرار دارد.

### جای خالی واحد F مرکز
گاهی اوقات مرکز F ممکن است یک الکترون اضافی به دست آورد که باعث می شود مرکز F بار منفی داشته باشد، به طوری که مرکز −F نامیده می شود. به طور مشابه، هنگامی که مرکز F یک الکترون را از دست می دهد، هنگامی که یونیزه می شود، یک مرکز +F خواهد بود. همچنین ممکن است یک آنیون باردار 2e- داشته باشیم که برای تشکیل مرکز F به 2 الکترون نیاز دارد. با افزودن یا حذف یک الکترون، آن را به ترتیب به مرکز  −F یا +F تبدیل می‌کند.
نوع دیگری از یک مرکز F منفرد، مرکز FA است که از یک مرکز F با یک یون مثبت همسایه تشکیل شده است که با یک یون مثبت از نوع متفاوت جایگزین شده است. این مراکز FA بسته به نوع یون جایگزین به دو گروه FA (I) و FA (II) تقسیم می شوند. مراکز FA (I) خواصی مشابه مراکز F معمولی دارند، در حالی که مراکز FA (II) به دلیل جابجایی یک یون هالید باعث ایجاد دو چاه بالقوه در حالت برانگیخته می شوند. مشابه FA مرکز FB است که از یک مرکز F با دو یون مثبت همسایه تشکیل شده است که با یک یون مثبت از نوع متفاوت جایگزین شده است. مراکز FB نیز به دو گروه FB (I) و FB (II) با رفتار مشابه مراکز FA (I) و FA (II) تقسیم می شوند. به دلیل ماهیت آماری توزیع یون های ناخالصی، مراکز FB بسیار نادرتر از مراکز FA هستند.

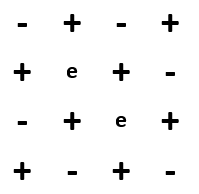
پیکربندی مرکز F2. الکترون ها در محل های شبکه همسایه مورب قرار دارند.

### مرکز مجتمع F
ترکیبی از مراکز F همسایه به دلیل جای خالی آنیون همسایه، به ترتیب برای دو و سه همسایه، مراکز F2 و F3 نامیده می شود. مجموعه های بزرگتر از مراکز F قطعا امکان پذیر است، اما جزئیات رفتار آن هنوز ناشناخته است.  یک مرکز F2 نیز می تواند یونیزه شود و مرکز +F2 را تشکیل دهد. هنگامی که این نوع در کنار ناخالصی کاتیونی یافت می شود، این یک مرکز  (+F2)A است.

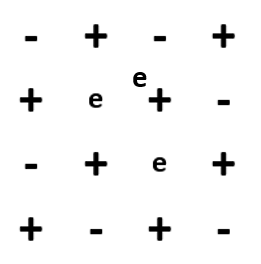
پیکربندی مرکز F3. الکترون ها در یک پیکربندی مثلثی قرار دارند، جایی که مرکز سوم F در لایه اتمی بالای دو لایه دیگر قرار دارد.

### مراکز Fs
مراکز F می توانند در هر جایی از کریستال ظاهر شوند، اما اگر روی سطح یک کریستال اکسید تشکیل شوند، خواص متفاوتی دارند. الکترون های محدود شده در مراکز Fs انرژی های انتقال کوچک تری در مقایسه با مراکز F توده دارند. مراکز سطح F در کریستال‌های هالید قلیایی به‌عنوان یک مرکز توده‌ای کمی آشفته، با جابجایی زیر 0.1- الکترون‌ولت رفتار می‌کنند. در مقایسه با نقاط مشبک معمولی نیز تمایل دارند از سطح بیرون بزنند. با توجه به اینکه مراکز F کمتر از الکترون ها در مکان های شبکه معمولی محدود می شوند، به عنوان کاتالیزوری برای جذب عمل می کنند. اما این بدان معناست که این نقص ها در هوای آزاد به سرعت با جذب اکسیژن تشدید می شوند، اما با حذف اکسیژن از محیط قابل برگشت هستند. طیف ESR مرکز Fs در ساختار فوق ریز در اکسیدها به دما وابسته است. این باید از همپوشانی فزاینده تابع موج الکترونی جفت نشده در هسته یون مثبت ناشی شود. مرکز F را می توان با گرم کردن تغییر داد یا از بین برد. نقص در کریستال های هالید قلیایی در دماهای پایین از بین می رود. کریستال ها در دمای 200 کلوین به آرامی شروع به تغییر رنگ می کنند. دمای اکسیدها برای از بین بردن این عیوب به طور قابل ملاحظه ای بالاتر است، 570 کلوین برای CaO است. در اکسیدها می توان با بازپخت کردن، مراکز Fs پیچیده ایجاد کرد.

## ایجاد مراکز F در آزمایشگاه

### تابش
اولین مراکز F در کریستال های هالید قلیایی ایجاد شدند. این هالیدها در معرض تابش های پرانرژی مانند اشعه ایکس ، تابش گاما یا سیم پیچ تسلا قرار گرفتند.
سه مکانیسم جذب انرژی توسط تابش وجود دارد:  : 209–216 
الف) تشکیل اکسایتون . این معادل برانگیختگی یک الکترون ظرفیتی در یک یون هالید است. انرژی به دست آمده (معمولاً 7 یا 8 الکترون‌ولت) تا حدی دوباره از طریق گسیل یک فوتون شب تاب از بین می رود. بقیه انرژی برای جابجایی یون ها در دسترس است. این انرژی از طریق شبکه به صورت گرما تابش می کند. با این حال، معلوم می شود که انرژی آن برای حرکت یون ها بسیار کم است و بنابراین قادر به تولید مراکز F نیست.
ب) یونیزاسیون منفرد. این مربوط به جداسازی یک الکترون از یک یون هالید است. انرژی مورد نیاز حدود 2 الکترون‌ولت بیشتر از تشکیل اکسایتون است. می توان تصور کرد که یون هالید که یک الکترون را از دست داده است، دیگر به درستی به محل شبکه خود متصل نیست. این امکان وجود دارد که از طریق شبکه حرکت کند. جای خالی ایجاد شده اکنون می تواند الکترون را به دام بیندازد و مرکز F را ایجاد کند. اگر یون هالید ابتدا الکترون را دوباره بگیرد، می تواند انرژی گرمایی بیشتری نسبت به تشکیل اکسایتون آزاد کند ( بیشتر از 2 الکترون‌ولت) و می تواند باعث حرکت یون های دیگر نیز شود.

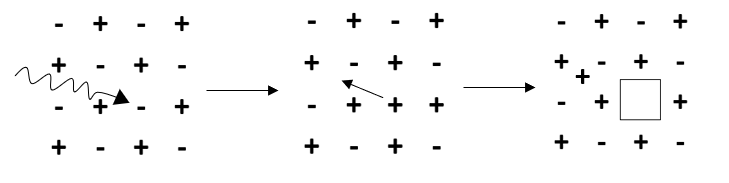
فرآیند یونیزاسیون چندگانه یک فوتون با یون هالید منفی دو بار برهمکنش می‌کند و آن را به یک یون مثبت تبدیل می‌کند. به دلیل ناپایداری موقعیت، جابجا می شود و جای خالی باقی می ماند.

ج) یونیزاسیون چندگانه. این فرآیند به بیشترین انرژی نیاز دارد. یک فوتون با یک یون هالید برهمکنش می‌کند و آن را دو بار یونیزه می‌کند و بار مثبت آن را باقی می‌گذارد. یون باقی مانده بسیار ناپایدار است و به سرعت به موقعیت دیگری می رود و جای خالی باقی می گذارد که می تواند یک الکترون را به دام بیندازد تا به مرکز F تبدیل شود. برای آزاد کردن دو الکترون، حدود 18 الکترون‌ولت لازم است (در مورد KCl یا NaCl). تحقیقات نشان می دهد که حدود یک یونیزاسیون دوگانه در ده یونیزاسیون منفرد رخ می دهد. با این حال، یون هالید مثبت ایجاد شده به راحتی و به سرعت یک الکترون را جذب می کند. باعث می شود نتواند مرکز F را ایجاد کند.
محتمل ترین مکانیسم ایجاد مرکز F هنوز مشخص نشده است. هر دو ممکن و محتمل هستند، اما اینکه کدام یک بیشتر اتفاق می افتد ناشناخته است.
شکل گیری یک مرکز F2 بسیار شبیه است. یک مرکز F یونیزه می شود و به جای خالی تبدیل می شود. الکترون در ماده حرکت می کند تا به مرکز F دیگر متصل شود و به مرکز −F تبدیل می شود. جای خالی الکترون در ماده حرکت می کند و به مرکز −F ختم می شود که الکترون خود را به جای خالی برمی گرداند و دو مرکز F همسایه، یعنی یک مرکز F2 را تشکیل می دهد.

### رنگ آمیزی افزودنی
روشی متفاوت برای ایجاد مراکز رنگی، رنگ آمیزی افزودنی است. یک کریستال با مراکز F از نظر شیمیایی معادل یک کریستال کامل به علاوه استوکیومتری اضافی فلز قلیایی است.  این کار با گرم کردن کریستال تا دمای بالا در بخار فلز مربوطه انجام می شود. دما با نقطه ذوب آن و دمایی که در آن کلوئیدها تشکیل می شوند، محدود می شود، به عنوان مثال برای KCl بین 768 تا 400 ~ درجه سانتی گراد اتم های فلز روی سطح کریستال گرفته می شوند، جایی که یونیزه می شوند، الکترون ظرفیت به شبکه کریستالی شنت می شود. از آنجایی که این فرآیند در دماهای بالا اتفاق می افتد، تحرک یون ها نیز بالا است. یک یون منفی به سمت یون تازه تشکیل شده حرکت می کند. این یک جای خالی آنیونی را پشت سر می گذارد که می تواند الکترون را به دام بیندازد تا مرکز F را تشکیل دهد. سپس کریستال خاموش می شود تا از حرکت مراکز F در کریستال برای تشکیل کلوئید جلوگیری شود. نمونه ای از این فرآیند، گرم کردن NaCl در یک جو فلزی سدیم است.
−Na 0 → Na + + e
+Na پس از رها کردن الکترون به کریستال NaCl وارد می شود. یک جای خالی −Cl برای متعادل کردن +Na اضافی ایجاد می شود. بار مثبت موثر جای خالی −Cl، الکترون آزاد شده توسط اتم Na را به دام می اندازد.
در اکسیدها می توان کریستال را با فلزی متفاوت از کاتیون رنگ آمیزی کرد. طیف‌های جذبی به‌دست‌آمده به‌طور قابل‌ملاحظه‌ای مشابه حالتی هستند که از فلز جزء استفاده شده است.

### رسوب بخار در دمای پایین
ایجاد مراکز Fs پایدار بر روی کریستال های هالید قلیایی با استفاده از رسوبات بخار در دماهای پایین، زیر 200- درجه سانتی گراد امکان پذیر است.

## برنامه های کاربردی
لیزرهای مرکز رنگ
برخی از مراکز F دارای نوارهای جذب نوری و انتشار هستند که آنها را به عنوان رسانه افزایش لیزر مفید می کند. لیزرهای مبتنی بر مراکز رنگی به طور مشابه لیزرهای رنگی عمل می کنند. آنها محدوده طول موجی از 0.8 تا 4.0 میکرومتر، منطقه مادون قرمز نزدیک نور را ارائه می دهند، بنابراین جایی که لیزرهای رنگی کار نمی کنند را می گیرند. لیزرهایی که در ناحیه مادون قرمز نزدیک طیف عمل می کنند به عنوان منبع نور در طیف سنجی فروسرخ استفاده می شوند که به عنوان مثال برای مطالعه ارتعاشات مولکولی استفاده می شود.
فقط مراکز F خاص برای استفاده در لیزرهای مرکز رنگ مناسب هستند، اینها به اصطلاح مراکز F فعال لیزری هستند. مراکز F ساده، لیزر فعال نیستند، با این حال، نشان داده شده است که مراکز F پیچیده تر، لیزرهای مرکز رنگی پایدار را تشکیل می دهند. یعنی مراکز FA (II)+، FB (II)، F2 و +A(F2) . سایر مراکز F پیچیده تر که به طور بالقوه لیزر فعال هستند، اما نقش مهمی در فیزیک لیزرهای مرکز رنگ ایفا نمی کنند. نمونه‌هایی از مواد با مراکز FA که در لیزرهای مرکز رنگ استفاده می‌شوند، کریستال‌های کلرید پتاسیم (KCl) یا کلرید روبیدیم (RbCl) دوپ شده با کلرید لیتیوم (LiCl)، حاوی مراکز FLi هستند. مشخص شده است که این کریستال ها مواد خوبی برای لیزرهای مرکز رنگ دارای خطوط انتشاری با طول موج بین 2.45 و 3.45 میکرومتر هستند.  : 432–438 
مراکز F معمولاً یک نوار جذب در نور مرئی دارند، انتشار استوکس به طول موج های بلندتر منتقل می شود . تفاوت در قله ها اغلب بزرگتر از ضریب 2 است و انتشارات حاصل نزدیک به مادون قرمز است. اما در دماهای پایین تر، جابجایی کوچکتر می شود. اگرچه کریستال هایی وجود دارند که قادر به انتشار نور مرئی هستند. یکی از این نمونه ها پودر MgO است که با رنگ های افزودنی مخلوط شده است،  و با جذب نور بنفش در خلاء، نور آبی-بنفش ساطع می کند.
1. ↑  Stephen R. Wilk (2013) How the Ray Gun Got Its Zap, chapter 14: "Thomas J. Pearsall and the Ultraviolet", pp 80 to 84, Oxford University Press
2. ↑  Holton, W. C.; Blum, H. (1662). "Paramagnetic Resonance of F Centers in Alkali Halides". Physical Review. 125 (1): 89–103. doi:10.1103/PhysRev.125.89.
3. ↑  Seitz, Frederick (1946). "Color Centers in Alkai Halide Crystals". Reviews of Modern Physics. 18 (3): 384. Bibcode:1946RvMP...18..384S. doi:10.1103/RevModPhys.18.384.
4. ↑  Lee, K.H.; Crawford, J.H.jr. (1979). "Luminescence of the F center in sapphire". Physical Review B. 19 (6): 3217. Bibcode:1979PhRvB..19.3217L. doi:10.1103/PhysRevB.19.3217.
5. ↑  EXAMINATION OF COLOR CENTER FORMATION IN CAF2 CRYSTALS WHEN EXPOSED TO GAMMA AND MIXED NEUTRON/GAMMA FIELDS BY SARA PELKA B.S., Physics, Rutgers University, 2014
6. 1 2 3 4  Pollock, Clifford R. (1986). "Optical Properties of Laser-Active Color Centers". Journal of Luminescence. 35 (2): 65–78. Bibcode:1986JLum...35...65P. doi:10.1016/0022-2313(86)90039-6.
7. ↑  Bermudez, Victor M. (1978). "Vacuum-ultraviolet radiation damage of the KCL surface—application of combined spectroscopic ellipsometry and reflectometry". Surface Science. 74 (3): 568. Bibcode:1978SurSc..74..568B. doi:10.1016/0039-6028(78)90015-8.
8. ↑  Orlando, R.; Millini, R.; Perego, G.; Dovesi, R. (1996). "Catalytic properties of F-centres at the magnesium oxide surface: hydrogen abstraction from methane". Journal of Molecular Catalysis. 659 (119): 9–15. Bibcode:2017SurSc.659....9J. doi:10.1016/j.susc.2017.01.005.
9. 1 2  Tench, A.J.; Pott, G.T. (1974). "Surface states in some alkaline earth oxides". Chemical Physics Letters. 26 (4): 590. Bibcode:1974CPL....26..590T. doi:10.1016/0009-2614(74)80422-7.
10. ↑  Janesko, Benjamin G.; Jones, Stephanie I. (2017). "Quantifying the delocalization of surface and bulk F-centers". Surface Science. 659 (659): 9–15. Bibcode:2017SurSc.659....9J. doi:10.1016/j.susc.2017.01.005.
11. 1 2  Smart, R.st.C. (1971). "Studies of Alkali Halide Films Deposited at Low Temperatures". Transactions of the Faraday Society. 67: 1183–1192. doi:10.1039/tf9716701183.
12. 1 2  Henderson, B.; Wertz, J.E. (1968). "Defects in the alkaline earth oxides". Advances in Physics. 17 (70): 810. Bibcode:1968AdPhy..17..749H. doi:10.1080/00018736800101386.
13. ↑  chem.beloit